# 大きな青い馬
『大きな青い馬』（おおきなあおいうま、ドイツ語: Die grossen blauen Pferde）は、ドイツの画家フランツ・マルクによる1911年の絵画である。

## 経緯
1911年にマルクは「青騎士」の創設メンバーとなった。アウグスト・マッケやワシリー・カンディンスキーらと並んで、ドイツ人やロシア系移民の芸術家の中心に収まり、ドイツ表現主義の元祖となった。

## 解説
本作は、うねくねした紅い丘陵の風景を前に、生き生きと彩色された、3頭の見下ろしている青いウマを表しており、鮮やかな原色が特徴的である。『ブリタニカ百科事典』によると、「著しく単純化され、丸みを帯びたウマの輪郭は、背景の景色にリズミカルに反映されており、動物と舞台を元気よく調和の取れた有機的な全体像へとまとめ上げている。」題材を描くためにマルクが曲線を用いたのは、「調和・平和・均衡の感覚」を、動物たちの純粋無垢な精神世界によって強調するためだった。作品を鑑賞することで、ヒトもこの調和に参加することが許される。マルクは情緒的・心理学的な意味や意図を、自作で用いた色彩に与えている。すなわち、青は男性性や精神性を、黄色は女性的な喜悦を表し、赤は暴力や不純なモノの感じという含蓄がある、としたのだった。マルクは青を、生涯を通じて、精神性を表すために使っている。マルクが鮮烈な色を使ったのは、精神的もしくは超絶的な本質を呼び起こすために、現実的な世界を忌避しようとする試みだったと考えられる。
本作はキャンバスを用いた油絵で、大きさはだいたい縦106cm×横181cmである。マルクが動物を描いた最初の大作の一つであり、ウマを描いた一連の作品の中でも最も重要な作品の一つである。しばしば論考に上がるのは、マルクは動物を人間よりも純粋で美しいと見なしており、それゆえマルクの絵画は、神や精神性についての汎神論的な理解を表している、という点である。
スイスの動物画家ジャン＝ブロエ・ニースレ（1884年–1942年）によって、マルクは「動物の本質を把握する」ように鼓舞された。美術史家のガビ・ラ・カヴァによると、マルクにとって「題材によって呼び覚まされる感覚が一番大事」なのであり、動物学的な正確さは二の次なのであった。

## 影響
『大きな青い馬』は1942年に、T.B.ウォーカー記念財団とギルバート・M.ウォーカー記念基金を通じて、ウォーカー・アート・センターに購入された。モダニズム絵画の大作が同館にコレクション入りを果たしたのは、本作が初めてであった。
ピュリッツァー賞を受賞したアメリカ合衆国の女性詩人、メアリー・オリヴァーのベストセラーとなった詩集『青い馬 (英語: Blue Horses)』（2014年）の題名は、『大きな青い馬』の英語名 (Blue Horses) からの発想である。

## 関連事項
マルクがウマを扱った絵画に以下の例が挙げられる。
- 放牧馬
- 風景の中の馬
- 青い馬Ⅰ、青い馬Ⅱ
- 風景の中の馬たち
- 青い子馬 (Blaues Pferdchen) 馬の群像を描いた『小さな青い馬 (Die kleinen blauen Pferde')』という作品もある
- 小さな黄色い馬
- 動物の運命

ウマ以外の動物画に以下の例がある。
- 死んだ雀 写実的な手法による初期作品
- 狐 フォーヴィスム的な1911年の作品とキュビスム的な1913年の群像がある。
- 黄色い牛
- 2匹の猫、青と黄色 (Zwei Katzen, Blau und Gelb)
- 猪
- 動物の運命 ウマも含めて複数の動物が登場する
- 森の中の鹿Ⅰ 森の中の鹿Ⅱ

## 註
1. ↑  "Blue Horses". Encyclopædia Britannica 2012. Web. (retrieved 18 June 2012)
2. ↑  “La Cava, Gabi. Review Article: The Expressionist Animal Painter Franz Marc (April 2004)”. 2012年10月16日時点のオリジナルよりアーカイブ。2012年6月22日閲覧。
3. ↑  Macke, Wolfgang (ed.) Briefwechsel: August Macke/Franz Marc. (Cologne: DuMont-Schauberg, 1964), 25-28; Partsch, Susanna. Franz Marc 1880-1916. (Cologne: Taschen, 1991), 26.
4. ↑  “La Cava, Gabi. Review Article: The Expressionist Animal Painter Franz Marc (April 2004)”. 2012年10月16日時点のオリジナルよりアーカイブ。2012年6月22日閲覧。
5. ↑  Compare this to Read, Herbert. A Concise History of Modern Painting. (New York: Oxford University Press, 1974 ed.) at 193, describing Marc's associate and fellow Blue Reiter member Kandinsky's work of this time as "Lines fluctuate and represent not only movement, but purpose and growth.  Colours are associative not only in the sense that they express human emotion (joy or sadness, etc.) but also in that they signify emotive aspects of our external environment-yellow is earthy, blue is heavenly; yellow is brash and importunate, and upsets people, blue is pure and infinite, suggestive of infinite peace."
6. ↑  Wankheit, Klaus and Steffen, Uwe. Briefe aus dem Feld. (Munich: Piper, 1986), 64; Partsch, Susanna. Franz Marc 1880-1916. (Cologne: Taschen, 1991), 38-39; Piper, Reinhard "Franz Marc: On the animal in art" in Das Tier in der Kunst. (Munich: Piper, 1922) included in Partsch, op.cit.
7. ↑  Partsch, Susanna. Franz Marc 1880-1916. (Cologne: Taschen, 1991), 9.
8. ↑  “La Cava, Gabi. Review Article: The Expressionist Animal Painter Franz Marc (April 2004)”. 2012年10月16日時点のオリジナルよりアーカイブ。2012年6月22日閲覧。
9. ↑  Die Grossen Blauen Pferde (retrieved 18/06/2011) Archived 21 June 2012 at the Wayback Machine.